# Marcin Lewandowski (kolarz)
Marcin Lewandowski (ur. 10 października 1977 w Lipnie) – polski kolarz szosowy. Wielokrotny Mistrz Polski, były trener i dyrektor sportowy.

## Kariera
Lewandowski to wychowanek drużyny LKS Agromel Toruń. Pierwsze sukcesy odnosił już w kategorii Junior, gdzie startował między innymi w wyścigu Driedaagse Axel Juniors, na którym zajął 17. miejsce. W późniejszych sezonach jeździł w barwach ekip zawodowych takich, jak: Legia Bazyliszek, Atlas Ambra, Mikomax - Browar Staropolski, Action - Nvidia - Mróz, Action - ATI, czy Intel Action. Wielokrotnie stawał na najwyższym stopniu podium Mistrzostw Polski.  Reprezentant Polski w Mistrzostwach Świata w belgijskim Zolder. Dojeżdżał w czołówce etapów Tour de Pologne.  Największy sukces odniósł jednak na Niemieckim Niedersachsen Rundfahrt, w którym w 2005 roku wygrał pierwszy etap. Uznawany był za jednego z wyróżniających się polskich sprinterów. Karierę zawodową zakończył w 2006 roku. Powrócił do kolarstwa w 2013 roku zakładając szkółkę UKS Copernicus Obrowo (później UKS Kometa Obrowo), filię Copernicus Akademii Michała Kwiatkowskiego, gdzie szkolił młodzież jako trener do 2015 roku.  W sezonach 2015-2016 trener drużyny TKK Pacific Toruń - Nestlé Fitness. W latach 2018–2019 pełnił funkcję dyrektora sportowego Team Hurom. Obecnie cały czas pomaga w karierze swojemu synowi, Radosławowi, który jest zawodnikiem kolarskiej Cartusii Kartuzy.

## Grupy zawodowe
- 2000 - Legia Bazyliszek
- 2001 - Atlas Ambra
- 2002 - Mikomax - Browar Staropolski
- 2003 - Action - Nvidia - Mróz
- 2004 - Action - ATI
- 2005 - 2006 - Intel Action

## Największe osiągnięcia[4]

### 1997
- 10. miejsce - IV Etap Tour de Pologne

### 1998
- 3. miejsce - V Etap Wyścigu Solidarności

### 1999
- 3. miejsce - II Etap Tour de Serbia
- 3. miejsce - VI Etap Tour de Serbia

### 2000
- 2. miejsce - Memoriał Henryka Łasaka
- 2. miejsce - 3-Majowy Wyścig
- 2. miejsce - I Etap Wyścig Solidarności
- 5. miejsce - I Etap Tour de Normandie
- 6. miejsce - II Etap Tour de Pologne
- 6. miejsce - X Etap Wyścigu Pokoju
- 9. miejsce - I Etap Tour de Pologne
- 9. miejsce - II Etap Tour de Normandie
- 10. miejsce - IV Etap Tour de Pologne
- 10. miejsce - Memoriał Andrzeja Kaczyny

### 2001
- 2. miejsce - XII Etap Tour du Maroc
- 3. miejsce - XI Etap Tour du Maroc
- 3. miejsce - klasyfikacja generalna Tour du Maroc
- 3. miejsce - III Etap Grande Prémio Jornal de Notícias
- 5. miejsce - II Etap International Tour of Rhodes
- 8. miejsce - I Etap Tour of Sweden
- 9. miejsce - II Etap Tour of Sweden
- 9. miejsce - II Etap Grande Prémio Jornal de Notícias
- 9. miejsce - IV Etap International Tour of Rhodes

### 2002
- 2. miejsce - I Etap Tour de Pologne
- 2. miejsce - II Etap Wyścigu Pokoju
- 3. miejsce - I Etap Wyścig Solidarności
- 5. miejsce - VII Etap Wyścigu Pokoju
- 5. miejsce - VIII Etap Wyścigu Pokoju
- 8. miejsce - IV Etap Tour de Pologne
- 92. miejsce - Mistrzostwa Świata

### 2003
- 1. miejsce - IV Etap Szlakiem Grodów Piastowskich
- 2. miejsce - III Etap Szlakiem Grodów Piastowskich
- 3. miejsce - II Etap Tour de Pologne
- 3. miejsce - II Etap Wyścigu Pokoju
- 4. miejsce - IX Etap Wyścigu Pokoju
- 4. miejsce - Szlakiem Walk Majora Hubala
- 5. miejsce - VII Etap Wyścigu Pokoju
- 5. miejsce - I Etap Tour de Pologne
- 7. miejsce - klasyfikacja punktowa Tour de Pologne
- 8. miejsce - III Etap Tour de Pologne
- 8. miejsce - IV Etap Tour de Pologne

### 2004
- 1. miejsce - klasyfikacja punkowa Bałtyk-Karkonosze Tour
- 1. miejsce - I Etap Bałtyk-Karkonosze Tour
- 2. miejsce - IV Etap Bałtyk-Karkonosze Tour
- 2. miejsce - I Etap Tour de Pologne
- 2. miejsce - III Etap Tour de Pologne
- 2. miejsce - IX Etap Wyścig Pokoju
- 3. miejsce - VII Etap Bałtyk-Karkonosze Tour
- 3. miejsce - VIII Etap Tour of Qinghai Lake
- 3. miejsce - Puchar Ministra Obrony Narodowej
- 5. miejsce - CSC Classic - GP Aarhus
- 6. miejsce - IV Etap Okolo Slovenska
- 6. miejsce - I Etap Wyścig Solidarności
- 7. miejsce - klasyfikacja punktowa Tour de Pologne
- 8. miejsce - V Etap Wyścig Pokoju
- 9. miejsce - II Etap Wyścigu Pokoju
- 10. miejsce - VI Etap Wyścig Solidarności

### 2005
- 1. miejsce - I Etap Niedersachsen-Rundfahrt
- 2. miejsce - III Etap Tour of Qinghai Lake
- 5. miejsce - IX Etap Tour of Qinghai Lake
- 5. miejsce - VI Etap Post Danmark Rundt
- 6. miejsce - I Etap Quatre Jours de Dunkerque
- 7. miejsce - IV Etap Tour of Qinghai Lake
- 7. miejsce - II Etap Niedersachsen-Rundfahrt
- 9. miejsce - IV Etap Post Danmark Rundt
- 13. miejsce - klasyfikacja punktowa Tour of Qinghai Lake
- 15. miejsce - GP Stad Zottegem

### 2006
- 9. miejsce - I Etap Wyścig Pokoju

## Życie prywatne
25 grudnia 1998 poślubił Justynę, z którą ma trójkę dzieci. Najstarsza córka, Julia urodziła się 14 stycznia 2000. 15 sierpnia 2002 na świat przyszło drugie dziecko małżeństwa, Radosław. Najmłodsza córka pary, Emilia urodziła się 26 czerwca 2006. Radosław postanowił pójść śladami ojca i zawodowo uprawia kolarstwo, obecnie jest zawodnikiem drużyny Cartusia Kartuzy, a na swoim koncie ma już pięć tytułów Mistrza Polski. Z kolei najstarsza córka Lewandowskich zajmuje się marketingiem sportowym.